# Ajkaceratops
Ajkaceratops — рід цератопсів, описаний у 2010 році. Існував у часи пізньої крейди на заході Тетійського архіпелагу, на території сучасної Європи. Типовий вид A. kozmai спочатку був описаний як цератопс, найбільш близький з формами Східної Азії, звідки його предки, можливо, мігрували шляхом перепливання островів. Пізніші дослідження, однак, поставили під сумнів це твердження і розглядають Ajkaceratops як птахотазового з невизначеною спорідненістю. 

## Відкриття
Голотип, каталогізований як MTM V2009.192.1, складається лише з кількох фрагментів черепа, включаючи морду з передбачуваною ростральною кісткою, зрощені передщелепні кістки та фрагменти верхньої щелепи (фрагменти дзьоба та щелепи). Ці скам'янілості зберігаються в Угорському природознавчому музеї в Будапешті. Родова назва Ajkaceratops вшановує місто Ajka в Угорщині, де вперше були виявлені скам'янілості, у поєднанні з даною грецькою назвою ceratops, що означає «рогате обличчя». Видова назва «козмай» на честь Кароля Козьми.

## Опис

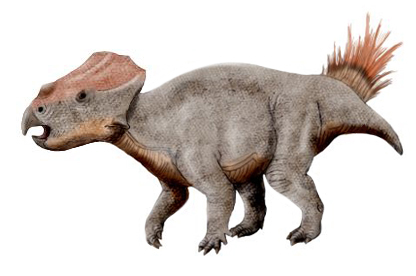
Художня реконструкція на основі оригінальної ідентифікації як цератопса

Попри те, що скам'янілості є фрагментарними, документ, що описує Ajkaceratops, оцінив довжину тіла в 1 метр. Інший матеріал включає чотири передентарні кістки, каталогізовані як MTM V2009.193.1, V2009.194.1, V2009.195.1 і V2009.196.1. Вважається, що вони також належали Ajkaceratops, хоча вони пропорційно менші, і, ймовірно, походять від інших особин роду.

## Класифікація

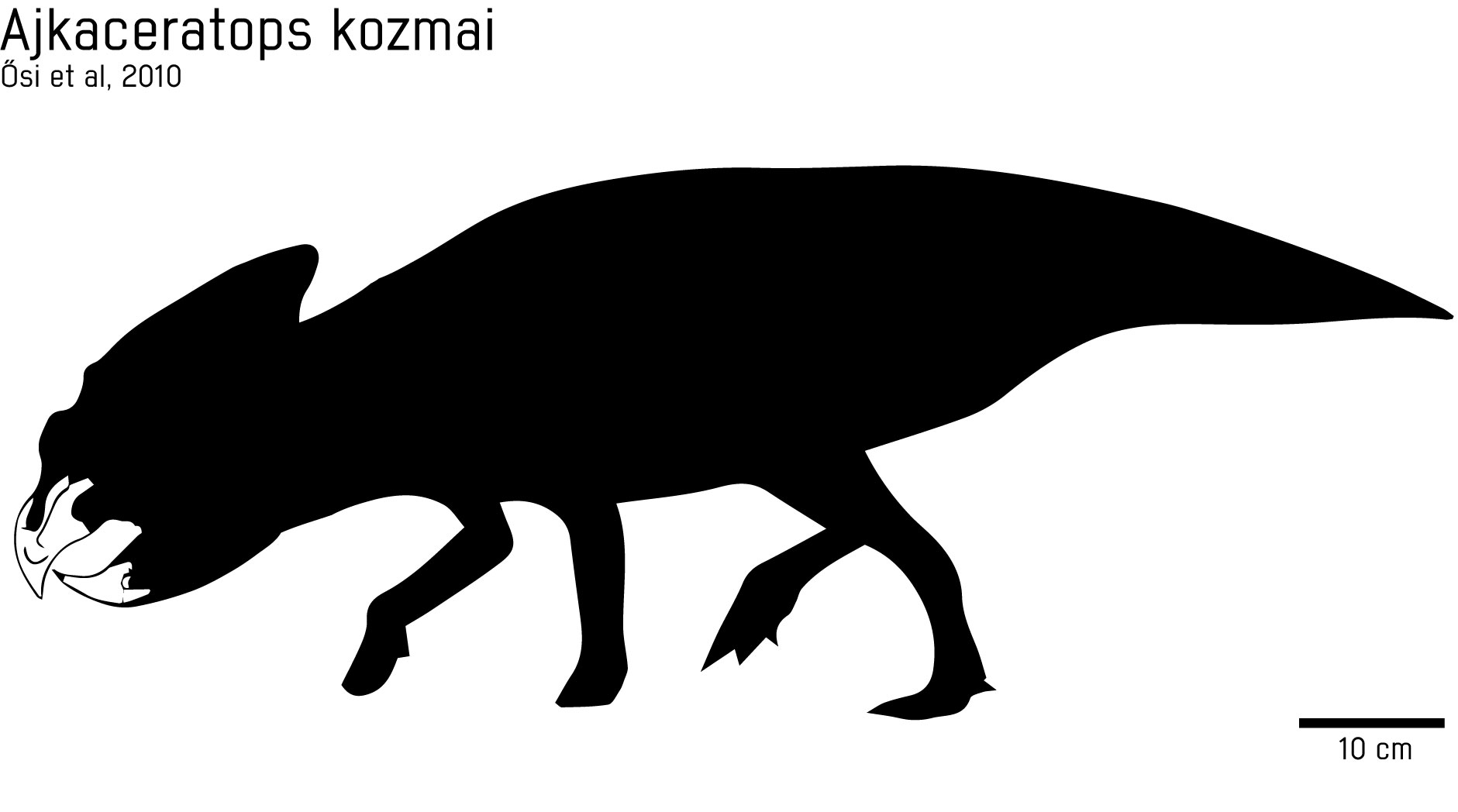
Масштаб = 10 см. Реконструкція на основі первісної ідентифікації як цератопса

Під час першого опису було заявлено, що скам'янілості найбільше нагадують скам'янілості азійського протоцератопсида Bagaceratops. Ці подібності вказують на те, що Ajkaceratops є цератопсом, спорідненим протоцератопсидам, але більш примітивним, ніж Zuniceratops і Ceratopsidae.
Однак останні дослідження поставили під сумнів це направлення. Пропонована ростральна кістка Ajkaceratops помітно відрізняється від ростральної морфології інших цератопсів, володіючи субкруглим поперечним перерізом, ямчастою текстурою замість борозен і відсутністю бічних країв зрізу. Крім того, пропонована ростральна кістка, схоже, повністю зросла з передщелепною кісткою, властивість, яка спостерігається лише в онтогенетично найстаріших членах похідних цератопсидів. Це поставило під сумнів те, що Ajkaceratops взагалі має ростральну кістку, що є визначальною ознакою групи цератопсів, а натомість гачкуватий дзьоб представляє високопохідну, гіпертрофовану передщелепну кістку. Хоча є ймовірність того, що Ajkaceratops є надзвичайно унікальним цератопсом, наразі його називають загадковим птахотазовим із невизначеною спорідненістю.

## Палеосередовище
Скам'янілості Ajkaceratops були виявлені у формації Csehbánya, яка інтерпретується як заплавне та руслове відкладення, утворене різнобарвною глиною, мулом із прошарками сірого та коричневого піску та шарами пісковику. Ці шари датуються сантонським етапом, приблизно 86–84 мільйони років тому. Ajkaceratops ділився своїм середовищем з іншими динозаврами, такими як мохлодон, анкілозаври-нодозавриди, інші нептахові тероподи та енантіорнітинні птахи, а також крокодили євсухії, птерозаври-аждархіди, черепахи боремідиди та ящірки-теїди.